# Dif Juz
Dif Juz var en brittisk instrumental postpunkgrupp bildad 1980 som punkbandet London Pride av bröderna Dave och Alan Curtis (båda gitarr). Senare tillkom Gary Bromley (elbas) och Richard Thomas (trummor och saxofon). Gruppens instrumentala alternativa rock eller drömpop var karaktäristisk för skivbolaget 4AD där de gav ut sina flesta skivor. 
Dif Juz utgav 1981 två EP-skivor på 4AD, Huremics och Vibrating Air, som följdes av en tredje EP Who Says So? på Red Flame Records 1983 och kassettalbumet Time Clock Turn Back 1985. Deras första LP Extractions utkom på 4AD 1985. Det innehåller gästsång av Elizabeth Fraser från Cocteau Twins och producerades av Robin Guthrie från samma grupp. Dif Juz turnerade med Cocteau Twins 1985 och gav ut ett minialbum året därpå men upplöstes strax därefter. Richard Thomas samarbetade senare med bland andra Jesus and Mary Chain medan Dave Curtis blev medlem av The Wolfgang Press.

## Diskografi
- Huremics (EP) 1981
- Vibrating Air (EP) 1981
- Who Says So? (EP) 1983
- Time Clock Turn Back (kassett) 1985
- Extractions (LP) 1985
- Out of the Trees (mini-LP) 1986
- Soundpool (samlingsalbum) 1999

## Källa
Dif Juz Allmusic.com